# Timbre sur timbre

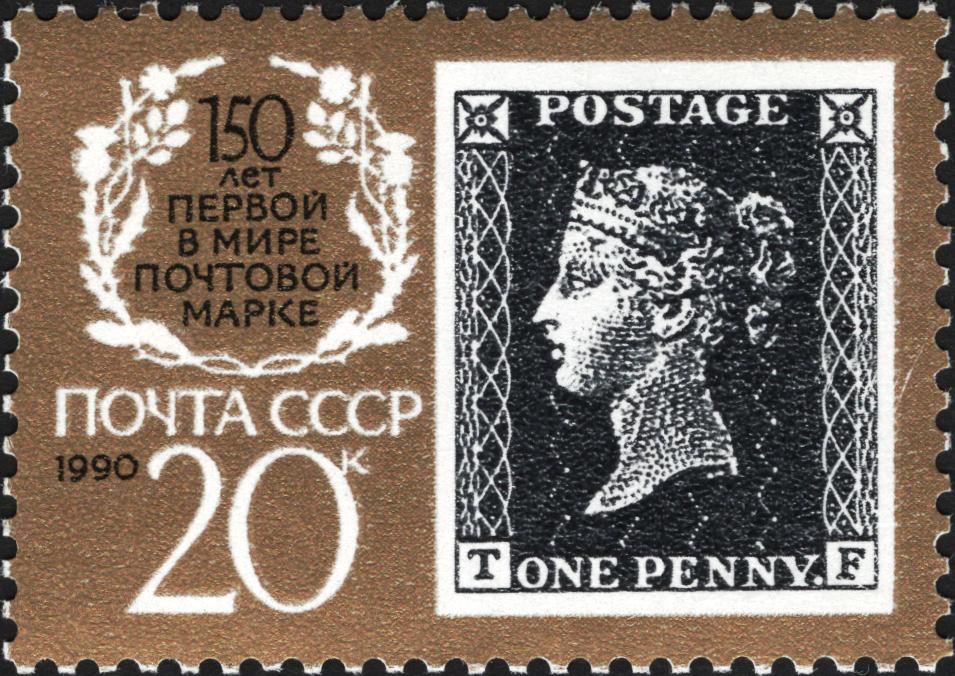
Timbre de l'URSS avec le Penny Black, 1990.

Un timbre sur timbre est un timbre postal qui figure un autre timbre-poste. Ce genre de timbres est émis lors de commémoration des premières émissions d'un pays et, particulièrement, de celle du premier timbre, le Penny Black. Les timbres de promotion de la philatélie (Journées du timbre par exemple) sont régulièrement des timbres sur timbre.
Ils constituent un thème important en philatélie, puisqu'ils permettent de disposer de la reproduction de timbres anciens ou rares.

## Nouvelle-Calédonie
Le Triquéra est régulièrement repris en timbre sur timbre par l'administration postale.

## Pakistan
Le Pakistan a émis trois timbre sur timbre de 1947 à 2014.
| Description                                     |
| ----------------------------------------------- |
| 1952 - Pair de timbre Scinde Dawk               |
| 1988 - Timbre pour sommet de la SAARC 75 Rs     |
| 2012 - Timbre pour les 65 ans de l’indépendance |